# Enter the Drag Dragon
Enter the Drag Dragon é un film canadese del 2013 diretto da Lee Demambre.